# Zbigniew Dybała

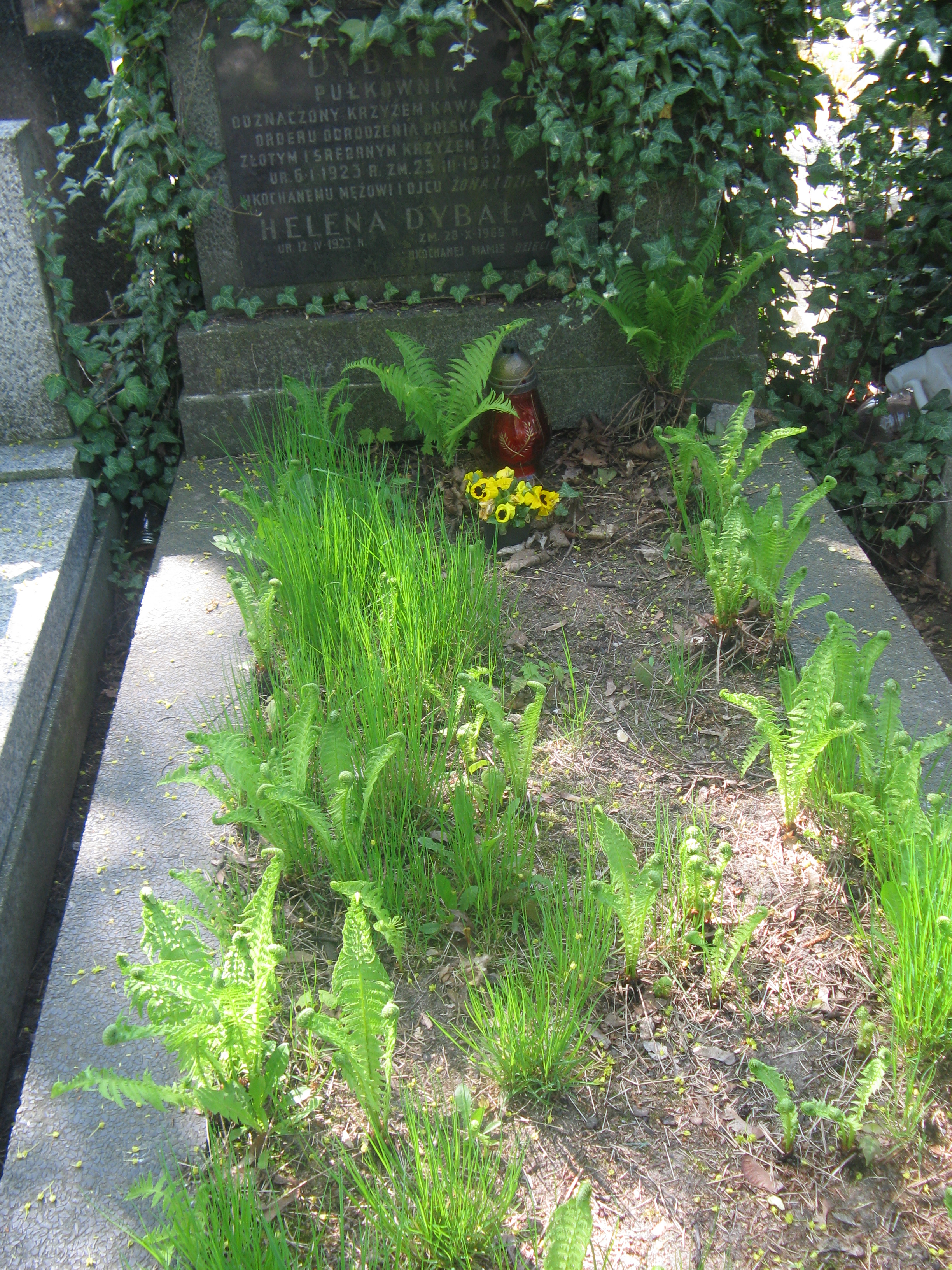
Grób Zbigniewa Dybały na Cmentarzu Wojskowym na Powązkach

Zbigniew Dybała (ur. 6 stycznia 1923 w Krakowie, zm. 23 marca 1962 w Warszawie) – funkcjonariusz (podpułkownik) aparatu bezpieczeństwa PRL.

## Życiorys
Przed wojną skończył dwie klasy łódzkiego gimnazjum. Od lipca 1945 pracował w Wojewódzkim Urzędzie Bezpieczeństwa Publicznego w Gdańsku w Wydziale I i IV tego urzędu. W 1946 skończył Centralną Szkołę MBP w Łodzi, następnie został p.o. szefem PUBP w Malborku. Od 1 maja 1947 zastępca naczelnika Wydziału IV WUBP w Gdańsku, skończył kurs szefów PUBP w Centrum Wyszkolenia MBP w Legionowie. Od 1 października 1947 zastępca naczelnika, a od 1 lutego 1948 naczelnik Wydziału I WUBP w Gdańsku.
W październiku 1947 na rozkaz przełożonych prawdopodobnie pomagał Stanisławowi Mikołajczykowi w przedostaniu się na Zachód. W maju 1950 przeniesiony do centrali MBP w Warszawie na zastępcę naczelnika, a następnie naczelnika Wydziału II Departamentu I MBP. Wiosną 1953 był delegowany służbowo do Berlina. Od maja 1953 naczelnik Wydziału II, a od maja 1954 Wydziału IV Departamentu VII MBP. Od 1 maja 1956 wicedyrektor Departamentu I KdsBP/MSW - patrz Nadrezydentura w Północnej i Południowej Ameryce.
Popełnił samobójstwo (zastrzelił się w swoim gabinecie) w wyniku czystki, która miała miejsce w centrali wywiadu, przeprowadzonej w związku ze zdradą Michała Goleniewskiego. Został pochowany na wojskowych Powązkach (kwatera 12B-5-4).
Jego żoną była Helena (1923-1969), z którą miał dzieci.

## Odznaczenia
- Złoty Krzyż Zasługi
- Srebrny Krzyż Zasługi (dwukrotnie)
- Medal 10-lecia Polski Ludowej
- Krzyż Kawalerski Orderu Odrodzenia Polski (1958)
- Odznaka „10 Lat w Służbie Narodu”